# Charlotte Rudolph
Charlotte Rudolph (Dresda, 11 luglio 1896 – Amburgo, 2 settembre 1983) è stata una fotografa tedesca.

## Biografia
Unica figlia di Johann Heinrich, impiegato al ministero della cultura, e di Christiane Helene, inizia la sua formazione fotografica seguendo le lezioni di Hugo Erfurth nel 1918, diplomandosi col suo compagno di corso Walter Hege. Negli anni successivi rimase come assistente di Erfurth, al tempo uno dei più celebri ritrattisti tedeschi. Nel 1924 aprì un proprio studio a Dresda dedicandosi principalmente al ritratto e ai ballerini, frequentando quel mondo rappresentato da Gret Palucca di cui era amica, Vera Skoronel, Mary Wigman e i suoi molti studenti tra i quali Chinita Ullmann.
Rudolph, a differenza dei fotografi coevi, non fotografava i modelli in posa, ma in movimento, in azione, durante il loro balletto con tanto di musica. Ciò contribuì a rendere famoso, negli anni Venti, il suo modo di riprendere la danza e anche a far raggiungere più velocemente la fama ai "salti" di Gret Palucca. Molte ballerine, infatti affollarono il suo studio con lo scopo di farsi fotografare da lei. Le immagini che immortalano gli incredibili salti di Palucca riscossero un immediato successo già dal giugno 1924 e saranno distribuite su riviste, giornali, album di figurine. Le fotografie della Rudolph contribuiranno alla rapida notorietà delle due artiste, entrambe agli albori delle rispettive carriere e faranno incuriosire Mary Wigman che da quel momento la carriere di queste danzatrici e della fotografa si intrecceranno fino ai primi anni Quaranta.
Nel 1938, dopo che negli anni precedenti ebbe scritto un paio di saggi su fotografia e danza ed esposto in alcune mostre, subentrò nello studio fotografico Portikus, appartenuto alla sua collega ebrea Genja Jonas, morta di cancro a maggio dello stesso anno. A causa del bombardamento di Dresda, l'archivio della Jonas andrà quasi completamente perduto così come parte di quelli della Rudolph.
Le opere di Charlotte Rudolph sono depositate e conservate presso il Museo tedesco della Danza di Colonia, l'Akademie der Künste, i Musei statali di Berlino, la New York Public Library.

## Mostre
Negli anni Duemila sono state riproposte le immagini della Rudolph in alcune mostre significative in Germania:
- Das Gesicht der Weimarer Republik (Il volto della Repubblica di Weimar), Deutsches Historisches Museum Berlin, 2000
- frauenobjektiv (lente femminile), Stiftung Haus der Geschichte der Bundesrepublik Deutschland, Berlin 2001
- Mythos Dresden (Miti di Dresda), Deutsches Hygiene-Museum Dresden, 2006
- Große Sprünge (Grandi salti), Suermondt-Ludwig-Museum Aachen, 2006